# Johann Bernhard Wilhelm Lindenberg
Johann Bernhard Wilhelm Lindenberg (* 18. September 1781 in Lübeck; † 6. Juni 1851 in Bergedorf) war ein deutscher Jurist und Botaniker. Sein offizielles botanisches Autorenkürzel lautet „Lindenb.“

## Leben und Wirken
Lindenberg war der älteste Sohn des Lübecker Bürgermeisters Johann Caspar Lindenberg aus dessen zweiter Ehe. Er besuchte das Katharineum zu Lübeck und studierte in Jena und Göttingen Jura. Nach der Promotion war er ab 1806 Anwalt in Lübeck. Nach der französischen Besetzung von Lübeck ging er nach Hamburg, wo er Anwalt war und nach dem Ende der französischen Besetzung Amtsverwalter des Beiderstädtischen Amtes 
in Bergedorf.
Neben seiner Tätigkeit als Jurist und Verwaltungsbeamter befasste er sich mit Botanik und war eine führende Autorität für Lebermoose. Seine erste Veröffentlichung dazu erfolgte durch Vermittlung des Direktors des Botanischen Gartens in Hamburg Johann Georg Christian Lehmann 1821 in Linnaea. 1829 erschien ein Buch über europäische Lebermoose (Synopsis Hepaticarum europaearum adnexis observationibus et adnotationibus criticis illustrata) und 1831 eine Monographie über Sternlebermoose (Riccien). Im Jahr 1829 wurde er zum Mitglied der Leopoldina gewählt. 1844 bis 1847 war er an der Herausgabe der großen Monographie über Lebermoose Synopsis Hepaticarum mit Karl Moritz Gottsche und Christian Gottfried Daniel Nees von Esenbeck beteiligt. Mit Gottsche arbeitete er auch an einer mehrbändigen Species Hepaticarum (Behandlung der Lebermoose nach Gattungen), die ab 1839 erschien und unvollendet blieb (es erschienen Bände zu den Gattungen Plagiochila, Lepidozia und Mastigobryum).
Die Gattung Lindenbergia in der Familie der Sommerwurzgewächse (Orobanchaceae) ist nach ihm benannt.

## Schriften
- mit Karl Moritz Gottsche, C. G. Nees van Esenbeck: Synopsis Hepaticarum, Hamburg, 5 Teile, 1844–1847 (doi:10.5962/bhl.title.15221, online).
- mit Gottsche: Species Hepaticarum. 11 Hefte, 1839–1851.